# فیلیپه الفونسو
فیلیپه الفونسو (انگلیسی: Felipe Alfonso؛ زادهٔ ۱۴ آوریل ۱۹۹۳) بازیکن فوتبال اهل اسپانیا است.
از باشگاه‌هایی که در آن بازی کرده‌است می‌توان به باشگاه فوتبال رئال وایادولید اشاره کرد.
وی همچنین در تیم ملی فوتبال زیر ۱۷ سال اسپانیا بازی کرده‌است.